# Терлецкий, Владимир Николаевич (писатель)
Влади́мир Никола́евич Терле́цкий  (1865, Смелое, Роменский район — 6 [19] ноября 1915, Полтава)  — русский богослов, преподаватель Полтавской духовной семинарии, писатель, автор книг против сект.
Родился в 1865 году в семье смотрителя  Переславского духовного училища протоиерея Николая Терлецкого. 
Окончил Переславское духовное училище. 
В 1884 году окончил основной класс по первому разряду Киевской духовной семинарии и был направлен в Киевскую духовную академию
В 1888 году окончил Киевскую духовную академию со степенью кандидата богословия с правом получить степень магистра без нового устного испытания чрез напечатание сочинения и удовлетворительное защищение его в присутствии Совета
С 1888 года — преподаватель обличительного богословия, истории и обличения раскола и сектантства в Полтавской духовной семинарии. 
С 1896 по 1914 год — редактор двухнедельного издания «Полтавские епархиальные ведомости». 
7 декабря 1900 года произведен  в статские советники.
С 26 декабря 1904 года — член распорядительного собрания при семинарии, не раз исполнял должность инспектора семинарии, был членом Свято-Макарьевского братства, слыл лингвистом — знатоком, английского, немецкого и французского языков, последние два разновременно преподавал в семинарии. 
С 16 февраля 1909 года — делопроизводитель Полтавского епархиального миссионерского совета, участвовал в богословских съездах и миссионерских кружках. 
С 14 апреля 1911 года — старший преподаватель в Полтавской духовной семинарии. 
Умер  19 ноября 1915 года от склероза сердца и кровоизлияния в мозг.
Был похоронен  21 ноября 1915 года. 
Главные его труды: «Духоборы и толстовцы» (Полтава, 1903); «Открытые письма к другу, увлекающемуся учением Л. Н. Толстого» (СПб., 1901); «Павловские сектанты» (Полтава, 1902); «На рубеже двух столетий» (Полтава, 1900); «Соблазн свободы совести» (Полтава, 1902); «Краткий обзор социалистических учений» (Полтава, 1906).